# Matala
Matala é uma cidade e município da província da Huíla, em Angola.
Com mais de 815.000 habitantes, é limitada ao norte pelo município de Chicomba, a leste pelos municípios da Jamba e Cuvelai, a sul pelos municípios de Ombadija e Cahama, e a oeste pelos municípios de Chiange, Quipungo e Caluquembe.
O município é constituído pela comuna-sede, correspondente à cidade de Matala, e pelas comunas de Capelongo e Mulondo.

## História
Dado que o sul do Cunene esteve sob constante investida e ocupação estrangeira sul-africana, entre 1981 e 1989 a cidade de Matala foi a capital provincial cunenense e, portanto, de jure e de facto território daquela província.

## Geografia
Está situada ao longo do rio Cunene, a uma altitude de aproximadamente 1.300 metros acima do nível do mar. A usina de operações da Central Hidroelétrica de Matala, concluída em 1954 fica localizada na cidade.

### Clima
O município apresenta um clima tropical quente, com temperatura média anual de 28 °C (máxima) e 24 °C (mínima), no verão. E 18 °C (mínima) e 20 °C (máxima), no inverno.

### Demografia

#### Línguas e etnias
Sendo um município de zona de convergência de várias etnias e povos, a língua franca utilizada é o português, com dimensão razoável entre as nativas da língua nhaneca. Outras línguas minoritárias relevantes incluem o umbundo, ganguela, hemba, cuanhama e o chócue, entre tantas outras.

#### Religião
No município há mais de 50 templos religiosos, sendo a que a maior denominação em estrutura e número de membros é a Igreja Católica Apostólica Romana.

## Economia

### Comércio
A Matala é o segundo maior entreposto comercial provincial depois do Lubango, possuindo um mercado vasto e aberto, onde a maioria da população está empregada.
Os seus principais pólos comerciais são: Praça Grande, praça do Calumbilo junto a estação dos caminhos-de-ferro, Camúcua, Cabungula e muitos outros pontos clandestinos espalhados pelo interior.

### Indústria
A principal indústria da Matala é a produção hidroeléctrica realizada na Central Hidroelétrica de Matala, que fica situada na confluência do rio Que e do rio Cunene, na extremidade do Alto Cunene, ficando a cerca de 225 km a jusante da Central Hidroelétrica do Gove. Foi a primeira grande estrutura a ser concluída na bacia, em 1954. Foi sujeita a obras de renovação no inicio de 2001, que terminaram em março de 2015, aumentando a capacidade de produção de energia de 42 megawatts para 48 megawatts.

## Infraestrutura

### Educação
Para além das escolas públicas, primárias e secundárias instaladas nos distintos lugares do município, a sede passou a contar com quatro unidades de ensino, sendo: Colégio A Verdade Vos Libertará, Escola Cufundala, Escola Ocupita Condjango e Escola Cautindi.
Um colégio de ensino médio-técnico para oferta de magistério está sendo erguido, para compactar o grande déficit de escolarização dos munícipes; importa sublinhar a extensão universitária do Instituto Superior de Ciências da Educação da Huíla que, desde 2012, tem vindo a formar licenciados nos cursos de história, pedagogia e psicologia.

### Saúde
O município conta com o importante Centro Médico Municipal e com o Hospital Regional Provincial; este último tem a capacidade de responder as demandas da parte sul da província da Huíla, ajudando desta forma no melhoramento sanitário qualificado da região.

### Transporte
A sede municipal é servida pelo Caminho de Ferro de Moçâmedes, que a liga ao Lubango, ao Menongue, e, por fim, ao porto do Namibe, garantindo a circulação de mercadorias e bens dos municípios, comunas e sectores. A circulação retornou depois desta via ficar interrompida por mais de 3 décadas e meia.
Quanto às ligações rodoviárias, as mais importantes são a EN-280, que a liga ao Quipungo e ao Capelongo, e; a EN-110, que a liga ao Caconda e ao Cambambi.

### Iluminação
Em 2008 a sede ganhou um novo visual depois de terem sido substituídos os postes deixados pelos colonos pelos novos e modernos postes, que iluminam as noites facilitando a circulação noturna.

### Telecomunicações
O município conta com duas cadeias de rádios:
- Rádio 2000
- Rádio Huíla - Posto fixo de Matala

Todas filiais da emissora provincial, garantindo aos municípios duas janelas com finalidades não só de se manterem informados acerca do que se passa no país e no mundo como também para a divulgação dos seus mais variados trabalhos, tanto no ramo musical quanto no empresarial.
Três operadoras de telefonia móvel se destacam: Unitel, Movicel e Angola Telecom.